# Kåfjord
Kåfjord kommune (samisk: Gáivuona gielda, kvensk: Kaivuonon komuuni)  ligger i Troms og Finnmark fylke i Norge, rundt om den østlige gren af Lyngenfjorden. Den grænser i nord og øst til Nordreisa, i syd til Storfjord, og i vest til Lyngen. Kåfjord har i sydøst også grænse til Finland.

## Navnet
Navneformen Kåfjord kommer sandsynligvis fra norrønt Kofafjǫrðr, dannet af kofi (= alkove; her i betydningen "trangt, indelukket landskab"). Det samiske navn Gáivuotna består af leddet Gái- med uvis oprindelse og vuotna (= fjord). Kommunenavnet Kåfjord blev forandret til Gáivuotna-Kåfjord i 1994, mens samisk og norsk navneform blev ligestillet fra 2005.

## Befolkning
Store dele af befolkningen er af samisk og kvensk afstamning. Kommunen hører til forvaltningsområdet for samisk sprog, og fra 1991 arrangeres den samiske festival Riddu Riđđu årligt. Fra gammelt af var det søsamer, som holdt til i Kåfjord. I slutningen af 1700-tallet begyndte finske indvandrere (dvs. kvener) at bosætte sig her, og noget senere nordmænd. Flertallet af befolkningen er fortsat af kystsameoprindelse.
Kommunen har tre bygder: Manndalen, Birtavarre og kommunecenteret Olderdalen.

## Spåkenes kystfort fra anden verdenskrig
Ved tyskernes tilbagetog under anden verdenskrig blev hele kommunen brændt og befolkningen evakueret. Manndalen var den sydligste bebyggelse i Norge, der blev brændt under tyskernes tilbagetrækning fra Finnmark og Nord-Troms i 1944 ved Den røde armés fremrykning. Det tyske kystfort Spåkenes fra den anden verdenskrig i Kåfjord var et massivt anlæg med 2-3.000 tyske soldater og kanoner med en rækkevidde på 23 km. En lejr blev bygget for tyske fanger og desertører. Senere kom der russiske, polske og jugoslaviske krigsfanger til lejren, som lokalbefolkningen måtte passere for at komme til sin kirkegård. Et tysk sygehus modtog også norske patienter til behandling.
Omkring 60 fuglearter er observeret her.

## Historie
Til Finlands 100-årsdag foreslog formandskabet i Kåfjord kommune at skænke nabolandet en bjergtop. Finlands højeste punkt, Haltiatunturi, ligger lige ved den lidt højere bjergtop Halti på 1.361 m.o.h., som imidlertid ligger på den norske side af grænsen. Statsminister Erna Solberg afslog at foretage en grænsejustering.

## Personer fra Kåfjord
- Idar Kristiansen († 1985), forfatter, voksede op i Kåfjord
- Magnar Rygg († 2000), digter
- Rolf Ketil Bjørn, († 2008), politiker, stortingsmand
- Alf Magne Salo, billedkunstner, studier ved Det Fynske Kunstakademi († 2013)[8][9][10][11][12]
- Bjørn Inge Mo (1968-), politiker, lokalpolitiker
- Henrik Olsen (1970-), politiker, sametingspolitiker
- Lisa-Katrine Mo (1992-), politiker, sametingspolitiker